# Metrovalència
Metrovalència és la marca comercial amb la qual l'empresa pública Ferrocarrils de la Generalitat Valenciana (FGV), depenent de la Generalitat Valenciana, gestiona les línies de ferrocarril i tramvia de la ciutat de València i la seua àrea metropolitana.
La xarxa actual és l'hereva de l'antiga xarxa de suburbans de València, coneguda popularment com el trenet de València, una xarxa de ferrocarrils de via estreta construïda en la seua major part a l'acabament del segle xix. La modernització de la xarxa i la seua conversió en un modern ferrocarril metropolità, ha donat origen a la xarxa de Metrovalència. Amb els anys, diverses estacions han canviat de nom per millorar la seua identificació i associar el nom al barri o la zona on s'ubiquen.
Metrovalència compta amb sis línies de metro i quatre de tramvia amb un total de 161,7 quilòmetres, 25 d'ells de tramvia, amb 146 parades distribuïdes en 37 municipis sent les estacions més usades, per ordre descendent, Xàtiva, Colom i Àngel Guimerà.
Amb un màxim anual de passatgers de 91.1 milions en 2024, entre 1987 i 2017 va transportar 1.281 milions de viatgers.

## La xarxa

Plànol zonal de Metrovalencia

| Línia | Capçaleres                                           | Capçaleres                     | Tipus   | Estacions | Longitud (km) | Viatgers (2023) |
| ----- | ---------------------------------------------------- | ------------------------------ | ------- | --------- | ------------- | --------------- |
|       | Bétera Seminari-CEU                                  | Castelló Picassent Torrent     | Metro   | 40        | 70,24         | 12.373.435      |
|       | Llíria Paterna                                       | Torrent Avinguda               | Metro   | 33        | 39,75         | 11.723.597      |
|       | Rafelbunyol                                          | Aeroport                       | Metro   | 27        | 24,69         | 17.270.009      |
|       | Mas del Rosari Lloma Llarga Terramelar Fira València | Doctor Lluch Empalme           | Tramvia | 33        | 15,92         | 7.580.547       |
|       | Marítim                                              | Aeroport                       | Metro   | 18        | 12,95         | 14.169.446      |
|       | Tossal del Rei                                       | Marítim                        | Tramvia | 21        | 10,07         | 3.450.509       |
|       | Marítim                                              | Torrent Avinguda               | Metro   | 16        | 15,45         | 10.830.949      |
|       | Neptú                                                | Marítim                        | Tramvia | 4         | 1,2           | 420.620         |
|       | Alboraia Peris Aragó                                 | Riba-roja de Túria Av. del Cid | Metro   | 23        | 23,37         | 10.228.402      |
|       | Alacant                                              | Natzaret                       | Tramvia | 8         | 5,3           | 2.445.002       |

### Línia 1: Bétera - Castelló

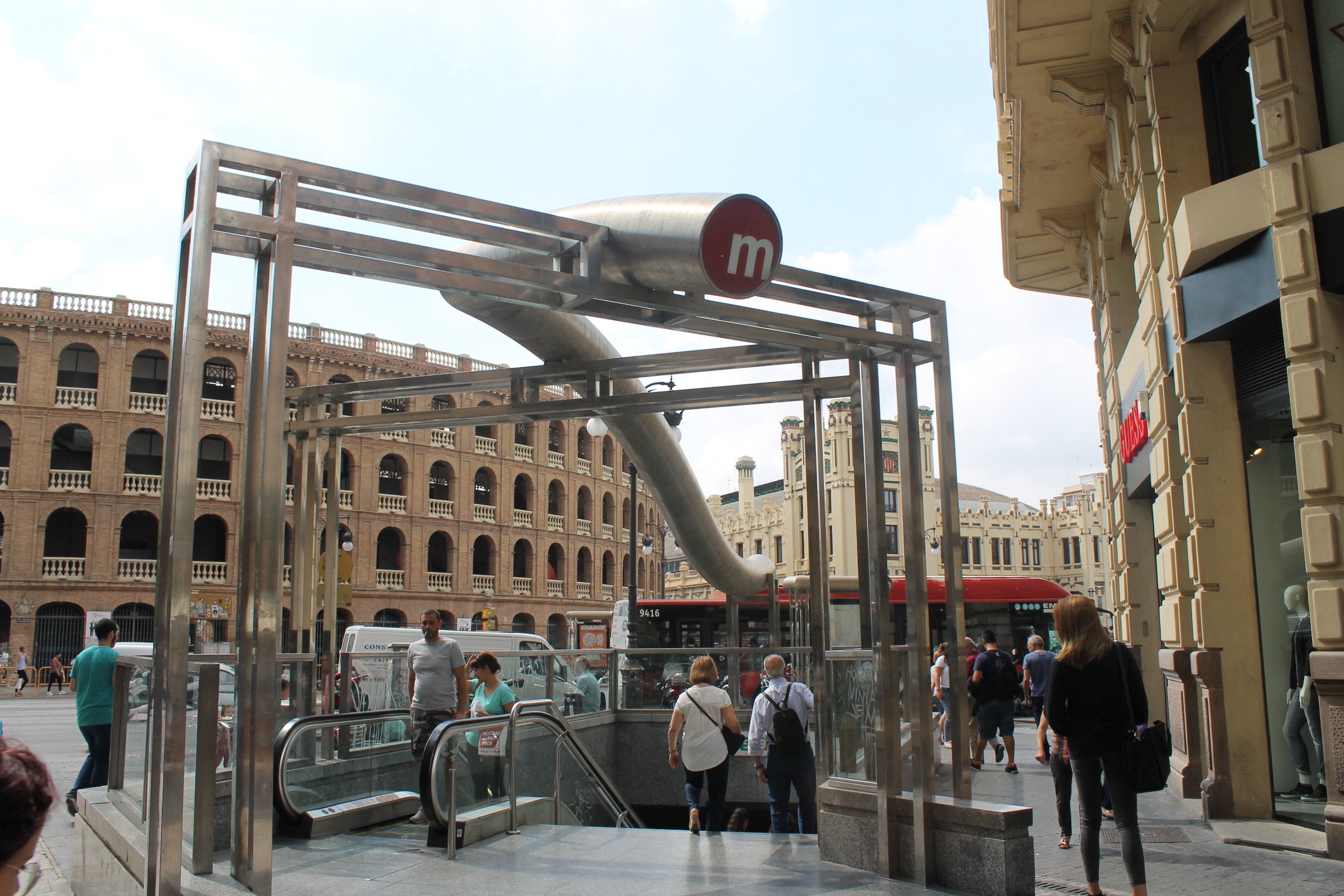
Entrada a l'estació de Xàtiva

Històricament la línia 1 prové de les línies de València-Jesús a Castelló i la línia de València-Pont de Fusta a Bétera i Llíria.
L'any 1986 van començar els treballs de construcció d'un túnel passant sota la ciutat de València per unir les antigues línies de Castelló, a l'estació de Jesús al sud de València, i l'estació de València-Pont de Fusta amb Llíria i Bétera. Aquest túnel es va inaugurar el 8 d'octubre del 1988, i comprén el traçat entre les estacions d'Ademús (Empalme abans de 1988, i després de març de 2001), i Sant Isidre.

### Línia 2: Llíria - Torrent Avinguda
L'actual línia 2 del metro de València és una part del recorregut original de la Línia 1 del metro de València, que va canviar el seu nom en 2015.

### Línia 3: Rafelbunyol - Aeroport

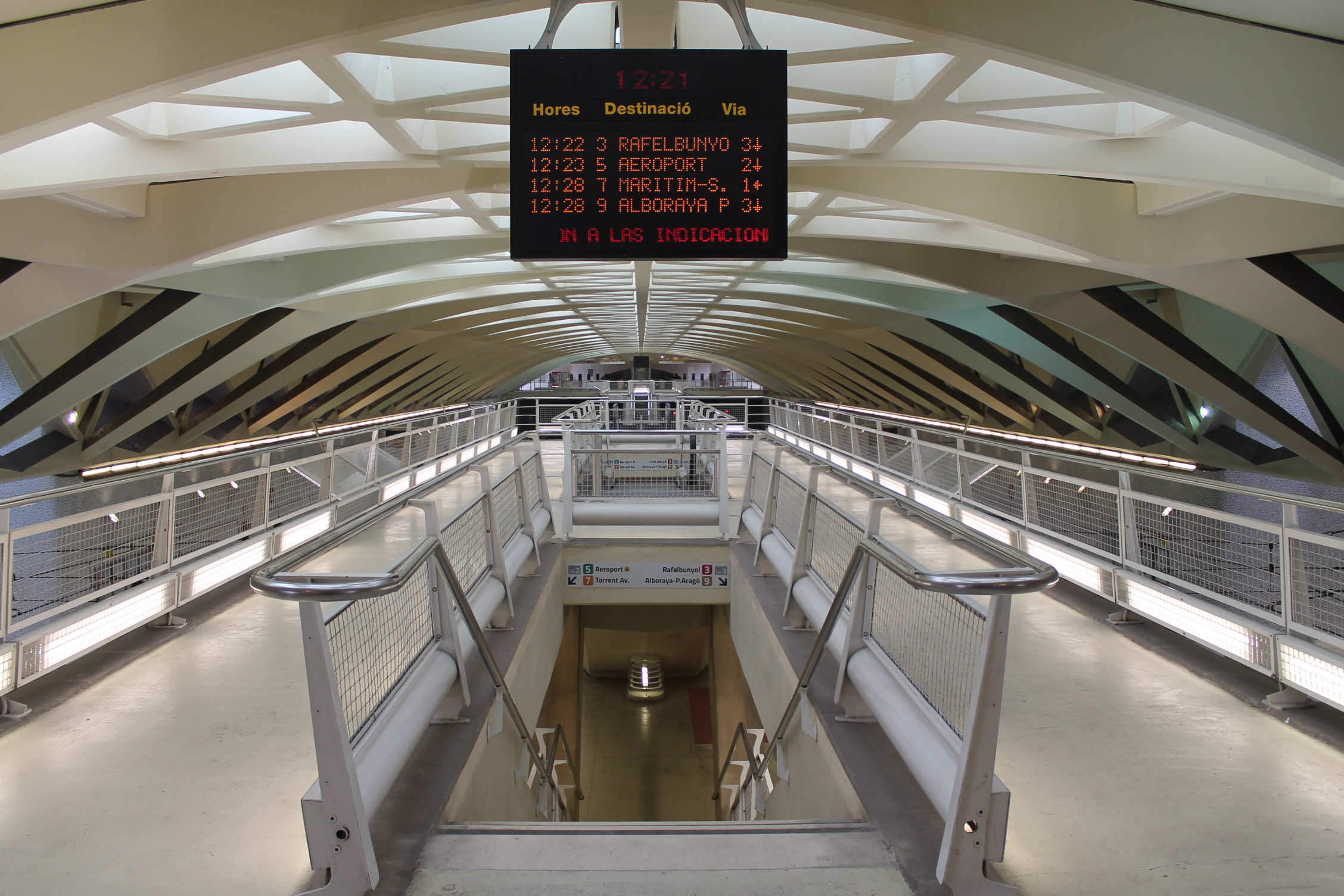
Entrada a l'estació de l'Albereda

La línia 3, està basada en l'antiga línia del trenet que connectava l'estació València-Central (dècades més tard Pont de Fusta) i la localitat de Rafelbunyol.
El 5 de maig de 1995 es va inaugurar el primer tram del túnel de la línia 3. A partir de l'antiga línia del trenet entre la localitat de Rafelbunyol i l'estació del Pont de Fusta. Aquest túnel seguia un traçat distint en la seua entrada a la ciutat de València finalitzant a l'estació de l'Albereda, nomenada Alameda i situada a l'antic llit del riu Túria que va ser dissenyada pel famós arquitecte valencià Santiago Calatrava. Posteriorment aquesta línia va ser ampliada el 16 de setembre de 1998 fins a l'estació d'Avinguda del Cid existint un ramal que la unia a la línia 1 a l'altura de l'estació de Jesús i el 20 de maig de 1999 fins a l'estació de Mislata-Almassil a la pròxima localitat de Mislata.

### Línia 4: Mas del Rosari/Lloma Llarga-Terramelar/Fira València - Doctor Lluch
Aquesta línia va sorgir de la reconversió d'una part de l'antiga línia que passava pel nucli urbà de la ciutat (entre l'estació de l'Entroncament i la del Pont de Fusta i la línia que unia aquesta última amb el barri marítim va ser alçat i convertit en una línia de tramvia modern, convertint-se així en la primera ciutat de l'Estat Espanyol a tornar a introduir el tramvia inaugurant la línia 4 el 21 de maig del 1994. Aquesta línia ha patit diverses ampliacions en la seua zona oest, en concret es va inaugurar un ramal al març de 1999 fins a l'estació d'À Punt, abans anomenada TVV, que cobria la demanda del campus de Burjassot de la Universitat de València, i al setembre del 1999 es va inaugurar un ramal que connectava l'estació d'À Punt amb la fira de mostres.

### Línia 5: Marítim- Aeroport
La línia 5 uneix el port amb l'aeroport sent inaugurat el primer tram entre l'estació de l'Albereda i la d'Aiora el 30 d'abril del 2003. Un any després, el 3 d'octubre de 2005, es va crear l'estació de Bailén al ramal que unia les línies 1 i 5 entre les de Colón i Jesús, que valdrà com a connexió amb la nova estació del Nord subterrània. Finalment, el 2 d'abril de 2007 es va inaugurar l'estació Marítim al carrer de la Serradora, una estació intermodal dissenyada per unir la línia 5 amb el tramvia al port (línia T8) i amb la línia T6.

### Línia 6: Tossal del Rei - Marítim
La línia T-6 uneix els barris d'Orriols i Torrefiel amb el barri marítim de València. El primer tram que es va inaugurar, de 9,2 kilòmetres, va ser el tram "Tossal del rei - Marítim Serrería" (compartint via amb la T-4 des de Pont de Fusta fins a Doctor Lluch. Es preveu que aquesta línia sigui circular en un futur.

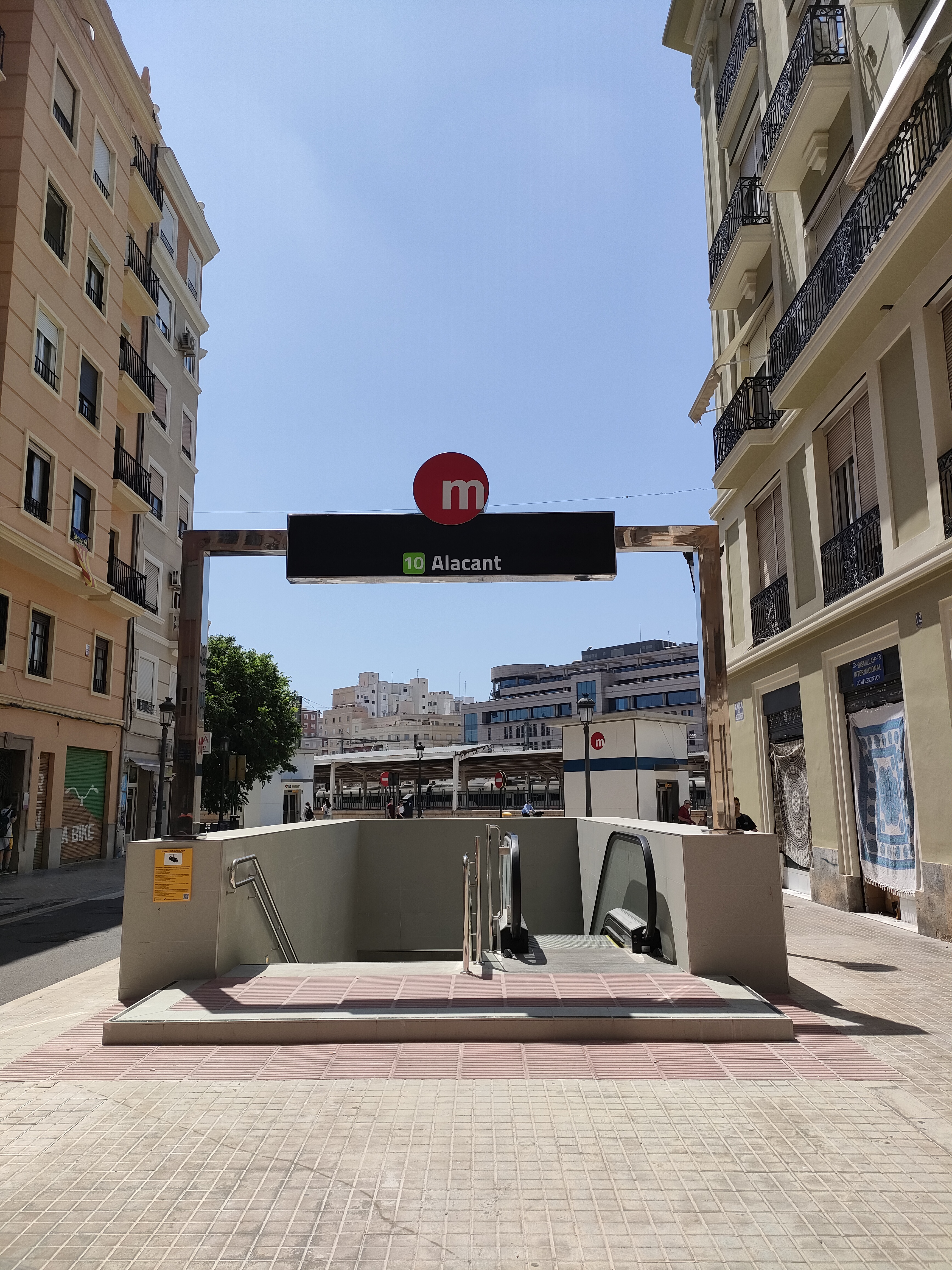
Entrada a l'estació d'Alacant

### Línia 7: Marítim - Torrent Avinguda
Originàriament formava part de la línia 5 del metro de València, que el 2015 va canviar el nom d'alguns dels seus trajectes per a organitzar-los com a línies separades.

### Línia 10: Alacant - Natzaret
La línia 10 circula en superfície i soterrada, connecta l'estació d'Alacant, a l'Estació del Nord, amb el barri de Natzaret.

## Història

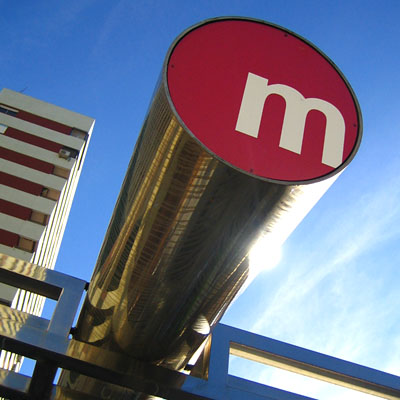
Boca de metro amb el símbol de Metrovalència.

- 8 d'octubre de 1988. Inauguració del túnel de 6,7 quilòmetres entre Ademus i l'Hospital.

- 29 de desembre de 1988. Inauguració de l'estació Sant Isidre.

- 21 de maig de 1994. Inauguració de la línia 4. El tram entre Ademus i Doctor Lluch té una longitud de 9,7 quilòmetres

- 5 de maig de 1995. Inauguració del túnel de 3 quilòmetres entre l'estació de Palmaret i l'Albereda a la línia 3.

- 16 de setembre de 1998. Inauguració del túnel de 3,2 quilòmetres entre l'Albereda i l'Avinguda del Cid i del ramal de 2,4 quilòmetres entre Colón i Jesús, ambdós a la línia 3.

- Març de 1999. Ampliació de la línia 4 des de l'Entroncament fins a la parada À Punt.

- 20 de maig de 1999. Inauguració del túnel de 2,4 quilòmetres entre l'Avinguda del Cid i Mislata-Almassil a la línia 3.

- Setembre de 1999. Creació del ramal del tramvia entre À Punt i Fira.

- 30 d'abril de 2003. Inauguració del primer tram de la línia 5 entre les estacions d'Albereda i Aiora amb una longitud de 2,3 quilòmetres.

- 22 de setembre de 2004. Inauguració del ramal entre l'estació de Torrent i Avinguda de Torrent de 2,3 quilòmetres.

- 9 de setembre de 2005. Accident a Picanya quan dos trens col·lideixen en la línia 1. Hi hagué més de quaranta ferits però cap mort.

- 23 de setembre de 2005. Inauguració del ramal de la línia 4 entre À Punt i Mas del Rosari de 3 quilòmetres.

- 3 d'octubre de 2005. Creació de l'estació de Bailén entre les de Colón i Jesús.

- 20 de desembre de 2005. Inauguració del ramal entre À Punt i Valterna.

- 3 de juliol de 2006. Greu accident entre les estacions de Jesús i Plaça d'Espanya. El nombre de víctimes mortals va ascendir a 43 i el de ferits a 47. La caixa negra va revelar que el comboi viatjava en una corba a 80 km/h, el doble de la velocitat permesa (vegeu Accident de metro a València del 2006).

- 2 d'abril de 2007. Inauguració de l'estació de Marítim de la línia 5.

- 16 d'abril de 2007. Posada en servei del tram tramviari de la línia Marítim - Neptú.

- 18 d'abril de 2007. Posada en servei del tram de 4,9 kilòmetres Mislata Almassil - Aeroport de les línies 3 i 5.

- 27 de setembre de 2007. Inauguració de la Línia 6 (tramvia) de Metrovalència que en un principi cobreix el trajecte entre Tossal del Rei i Marítim passant les universitats junt amb la línia 4 i arribant al recentment estrenat tramvia de la línia 5.
- 2015. Reorganització de les línies que divideix les 5 línies existents en 9 línies. Es creen les línies 2, 7, 8 i 9 a partir de trajectes pertanyents a altres línies.[9]

- Juny de 2019. Represa de les obres de la línia 10, anteriorment anomenada T2.[10]

- 17 de maig de 2022. Inauguració de la línia 10.

### DANA del 2024
- 29 d'octubre de 2024. A causa de les greus inundacions esdevingudes a València i els danys patits a la infraestructura i al centre de comandament de València Sud, el servici de metro i tramvia va quedar paralitzat totalment.[11]
- 9 d'octubre de 2024. Reobri el servici de tramvia amb freqüències de pas de dissabte.[12]
- 3 de desembre de 2024. Reobri el servici de metro amb freqüències de pas de dissabte i parcialment. Les línies 3, 5 i 9 obriren totalment. La línia 1 obrí des de Bétera fins a Plaça Espanya; la línia 2, des de Paterna fins a Plaça Espanya; i la línia 7, des de Marítim fins a Sant Isidre.[13]
- 24 de desembre de 2024. Reobri el tram de la línia 2 entre Paterna i Llíria i s'inaugura el nou baixador Font del Barranc, entre Fuente del Jarro i La Canyada.[14]
- 7 de gener de 2025. El servici de tramvia recupera les seues freqüències de pas anteriors a la DANA.[15]
- 18 de febrer de 2025. Les línies 1, 2 i 7 arriben fins a València Sud, recuperant així les freqüències de pas anteriors a la DANA en tota la xarxa (a excepció del servici nocturn).[16]
- 4 d'abril de 2025. Finalitza l'obra civil del pont de Paiporta sobre la Rambla de Poio, a falta de la superestructura.[17]
- 27 de juny de 2025. Es recuperen els trams València Sud - Torrent Avinguda i València Sud - Paiporta, recuperant així tota la xarxa danyada per la DANA.[18]

## Passatgers
La quantitat de viatgers transportats per la xarxa de Metrovalencia en 2023 va ser de 90.492.516, el seu màxim històric, superant l'any anterior 2022 en un 42,5%. L'ús de la xarxa, especialment de les línies de tren suburbà, ha experimentat un gran increment en els últims anys, superant totes les previsions i plantejant un problema respecte a la seva escalabilitat.
La línia de metro que més usuaris desplaça és la línia 3 (Rafelbunyol - Aeroport), seguida de la línia 5 (Marítim - Aeroport), la línia 1 (Bétera - Castelló de la Ribera), la línia 2 (Llíria - Torrent Avinguda), la línia 9 (Alboraia Peris Aragó - Riba-roja de Túria) i la línia 7 (Marítim - Torrent Avinguda).
En quant a les línies de tramvia, lidera la línia 4 (Mas del Rosari / Lloma Llarga Terramelar - Doctor Lluch), seguida de la línia 6 (Tossal del Rei - Marítim), la línea 10 (Alacant - Natzaret) i finalment la línia 8 (Neptú - Marítim).
Per estacions, la més transitada és Xàtiva amb 6.458.973 de viatgers el 2023, seguida de Colón, Àngel Guimerà, Túria, Plaça d'Espanya, Amistat i Benimaclet.

## Projectes d'ampliació en tràmit

Simulació del pla de Metrovalència per a 2030

Actualment es troba en projecte l'ampliació de les línies 11 i 12.

### Línia 11: Ciutat de les Ciències - Marina de València
El 20 de febrer de 2021 es va anunciar que el traçat de la línia L11 discorrerà des de la Ciutat de les Ciències pel Pont de l'Assut de l'Or fins a l'avinguda de Menorca per a donar servei al Corte Inglés i al Centre Comercial Aqua i continuar per l'avinguda de Joan Verdeguer i trobar-se novament amb la L10 en l'actual parada de la Marina de València en les L6 i L8.

### Línia 12: Alacant - Hospital La Fe
Els projectes de construcció de la línia 10 de Metrovalencia inclouen l'estudi d'un ramal des de l'estació Amado Granell fins a l'Hospital La Fe, pels carrers Germans Maristes, Illa Cabrera i Joaquim Benlloch.

### Túnel Xàtiva - Alameda i estació Barques / Plaça de l'Ajuntament[21]
Per a lidiar amb el gran augment de viatgers en els últims anys, cal un augment proporcional de les freqüències per tal que els trens no es saturen en les hores puntes. Açò es complicat de realitzar amb la xarxa actual, a causa de l'efecte de coll d'ampolla que provoca el tram Xàtiva/Bailén - Colón - Alameda, on a l'estació de Colón convergeixen les línies 3, 5, 7 i 9 en només una via per sentit, fins a arribar a Alameda, on es dupliquen.
La solució a aquest problema podria vindre de desviar dues de les quatre línies que actualment passen per Colón per un nou túnel que connecte Alameda amb Bailén passant per una nova estació al Carrer de les Barques. Açò dessaturaria el punt més crític en quant a tràfic ferroviari de la xarxa i permetria donar mes freqüències a les línies mencionades.

## Ampliacions no reeixides

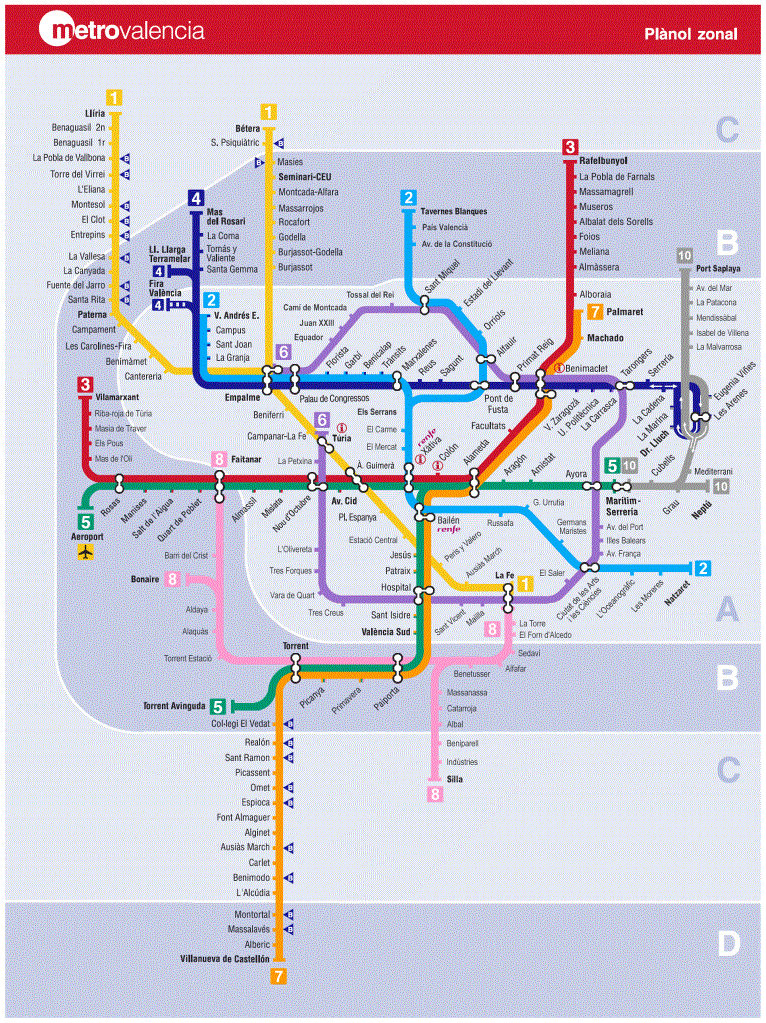
Ampliacions proposades abans de 2015

La Generalitat Valenciana, abans de la crisi financera iniciada en 2008, va anunciar l'ampliació de la xarxa de Metrovalencia. Però a causa de factors econòmics, la major part dels projectes d'ampliació es troben paralitzats o ni tan sols han arribat més enllà del seu anunci.

### Línia Tavernes Blanques - Natzaret
La línia de Tavernes Blanques-Natzaret, coneguda com a T2, seria una línia de tramvia (en superfície i soterrada). Aquesta línia comunicaria els barris del nord de València d'Orriols i Torrefiel i la població de Tavernes Blanques, al nord de la ciutat, amb la resta de la xarxa.
La meitat inferior d'aquesta línia es va aprofitar per crear l'actual línia 10.

### Línia orbital
La Generalitat Valenciana va presentar un altre projecte d'ampliació de la xarxa l'any 2007, que consistia en una línia de tramvia orbital. Aquesta línia hauria envoltar València pels bulevards Nord i Sud connectant amb Xirivella, Mislata i Alboraia.

### Línia de l'Horta Sud
A 2006 es va presentar el projecte del metro lleuger de l'Horta Sud. Aquesta línia transcorreria en superfície durant tot el seu trajecte a excepció de les estacions de Nou Manises, Manises i Quart de Poblet. 
Hauria de partir de l'estació de Manises, passant pel Barri del Crist, Aldaia, Alaquàs, Torrent (Horta Oest), Picanya i Paiporta. Des d'aquest punt, es bifurcaria en dos ramals:
- Un arribaria a Benetússer, Barri d'Orba (Alfafar), Massanassa, Catarroja, Albal, Alcàsser (Horta Sud) i Silla.
- L'altre ramal donaria servei al barri de La Torre, Sedaví, el Forn d'Alcedo i a la Nova Fe (ja a València), on connectaria amb el tramvia orbital.

### Tramvia de la Costa
A 2005 es va anunciar el Tramvia de la Costa, el qual realitzaria el recorregut comprès entre Port Sa Platja i Marítim-Serreria, passant també per l'estació de Marina Reial Joan Carles I. Per tant, el recorregut tramviari que actualment pertany a la línia 8 s'ampliaria cap al nord de la ciutat, i més endavant, s'estendria per les pedanies del sud de la ciutat, donant servei a Pinedo, El Saler i l'Albufera, per passar per El Palmar i acabar en el Perellonet.

## Galeria

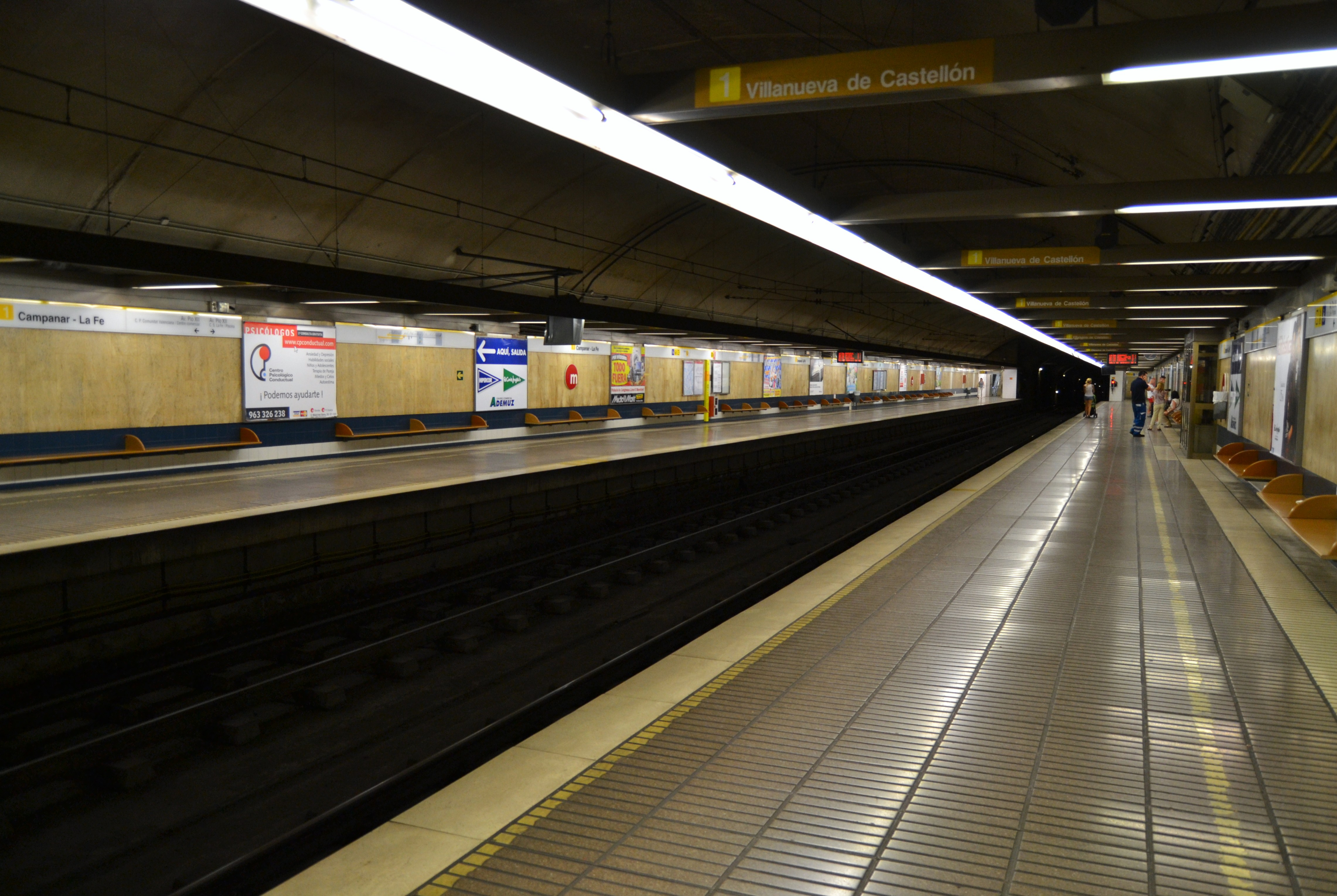
Estació de Campanar-La Fe (línies 1 i 2).
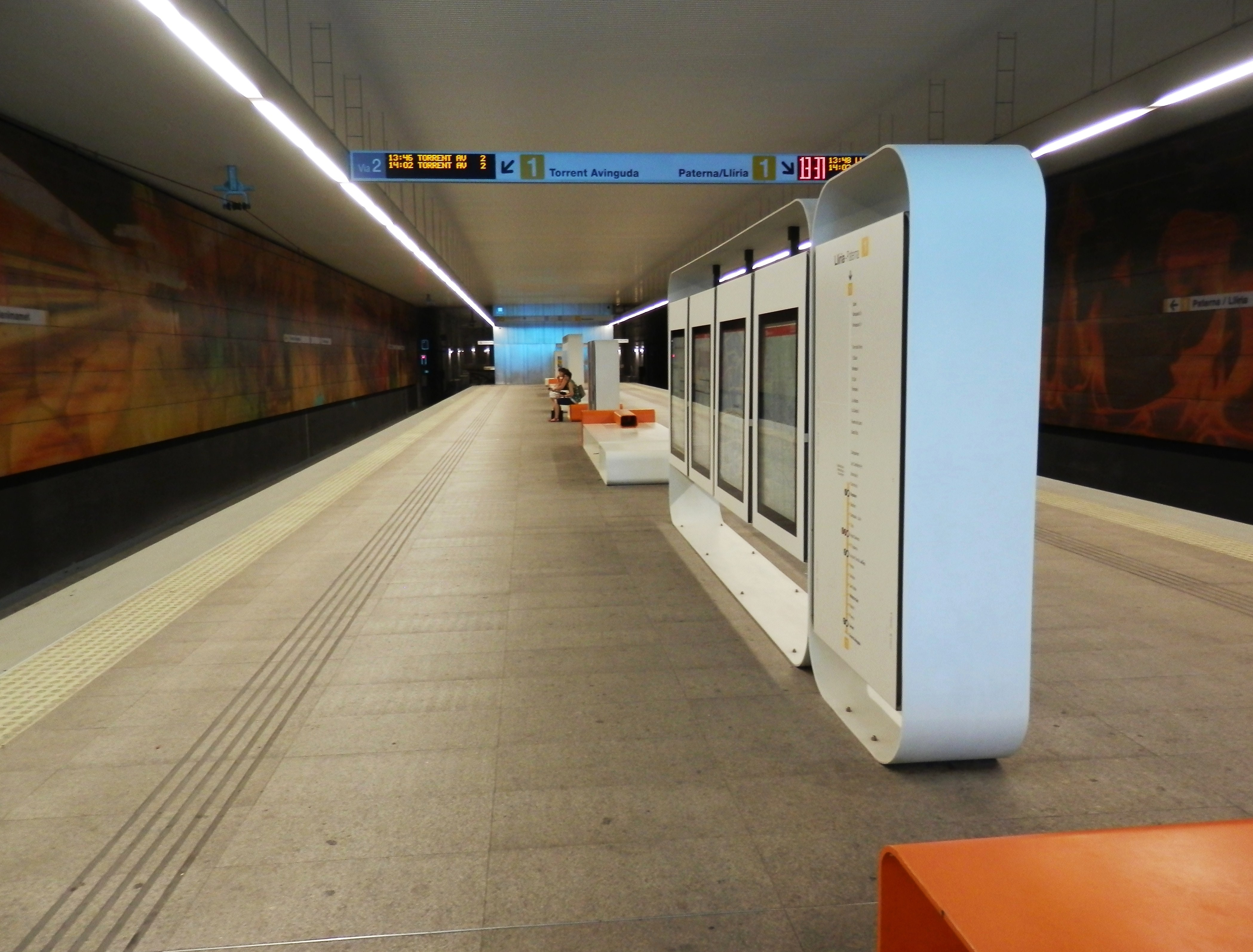
Estació de Benimàmet (línia 2).
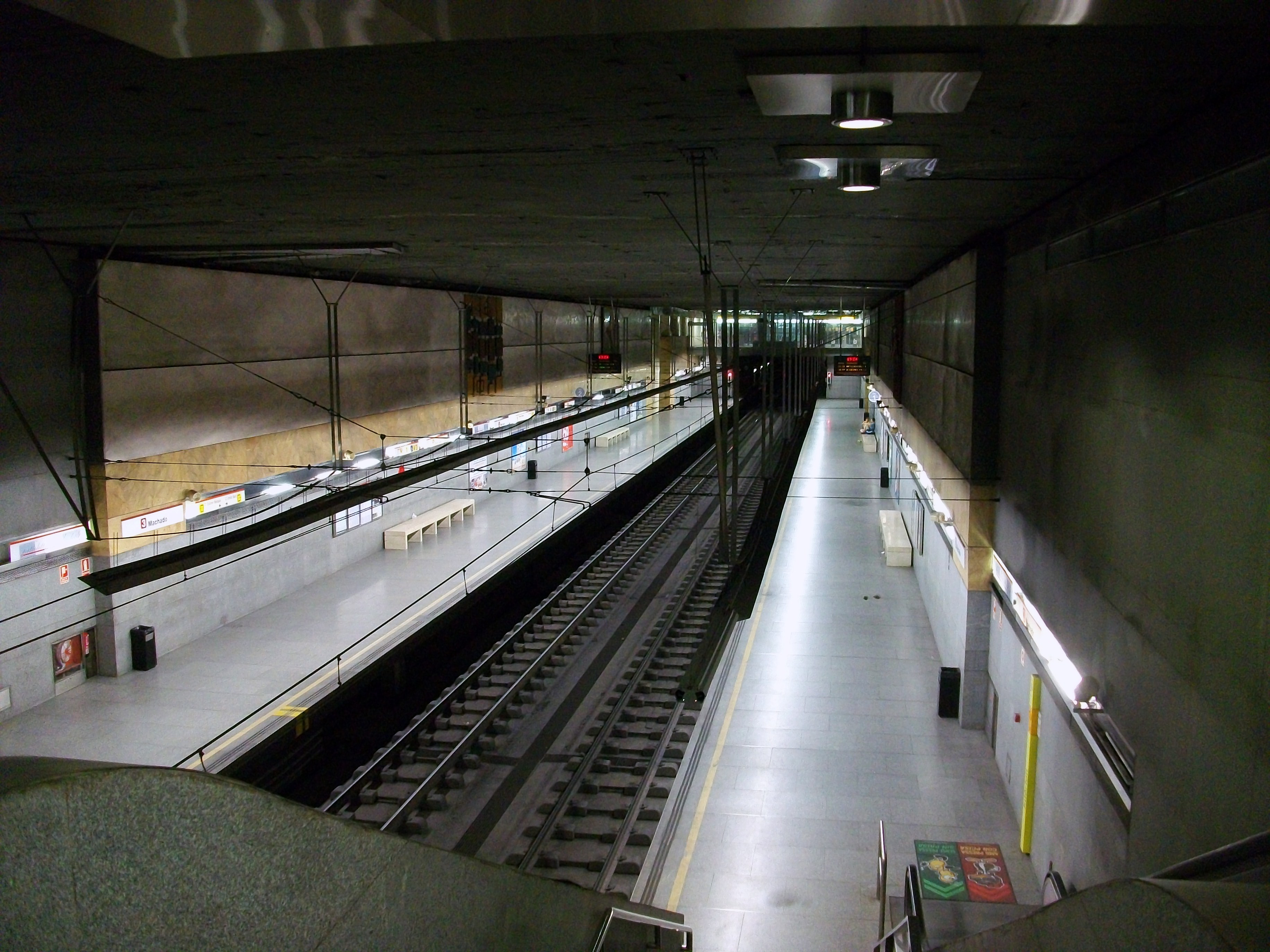
Estació de Machado (línies 3 i 9).
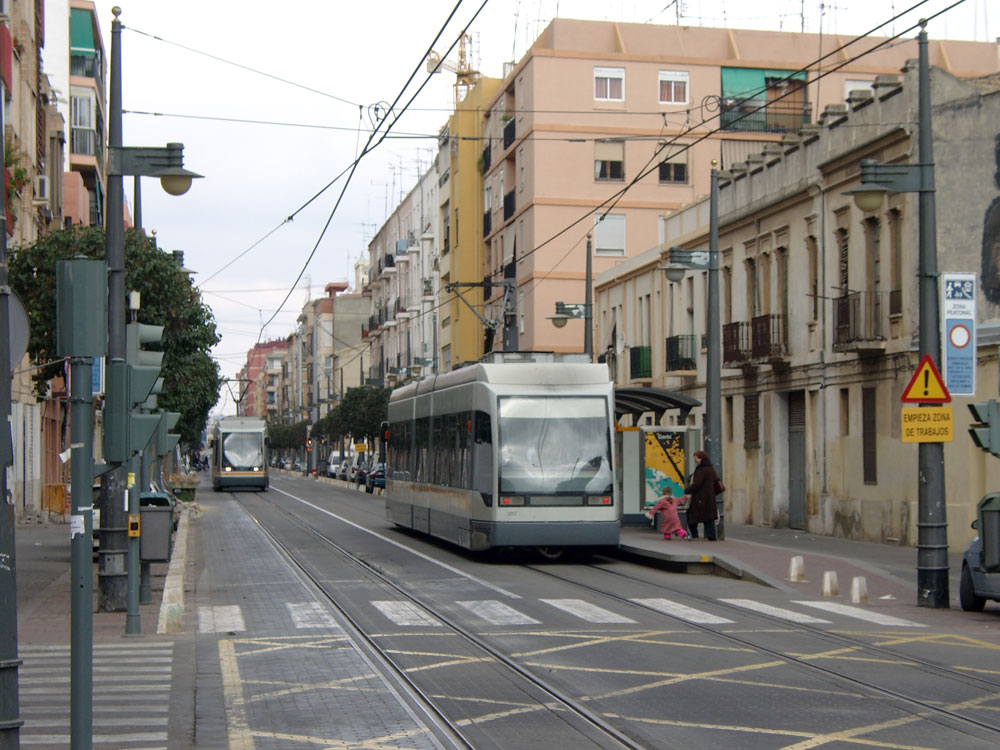
Tramvia de la línia 4 a l'estació de Garbí.
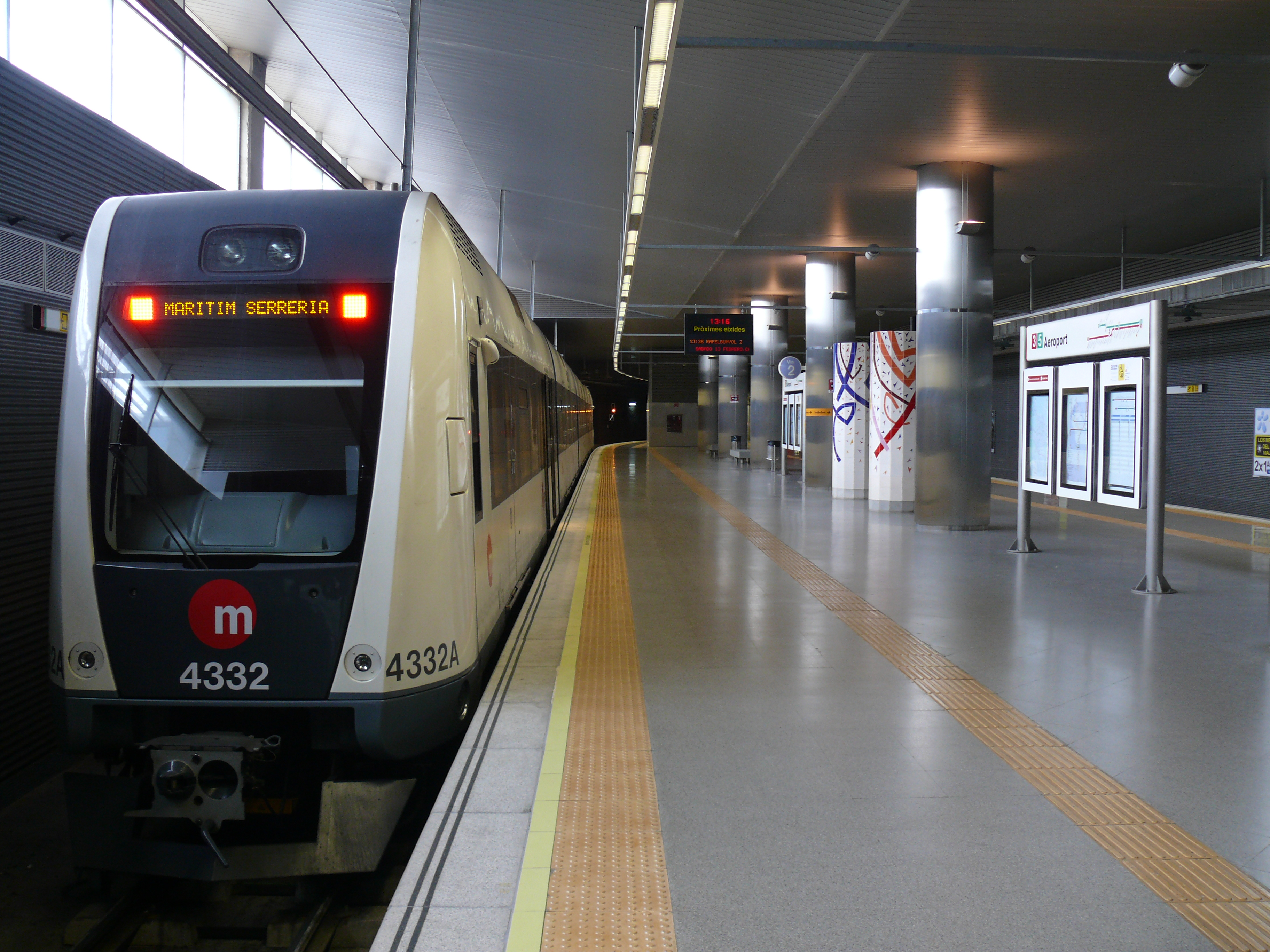
Metro a l'estació d'Aeroport (línies 3 i 5).
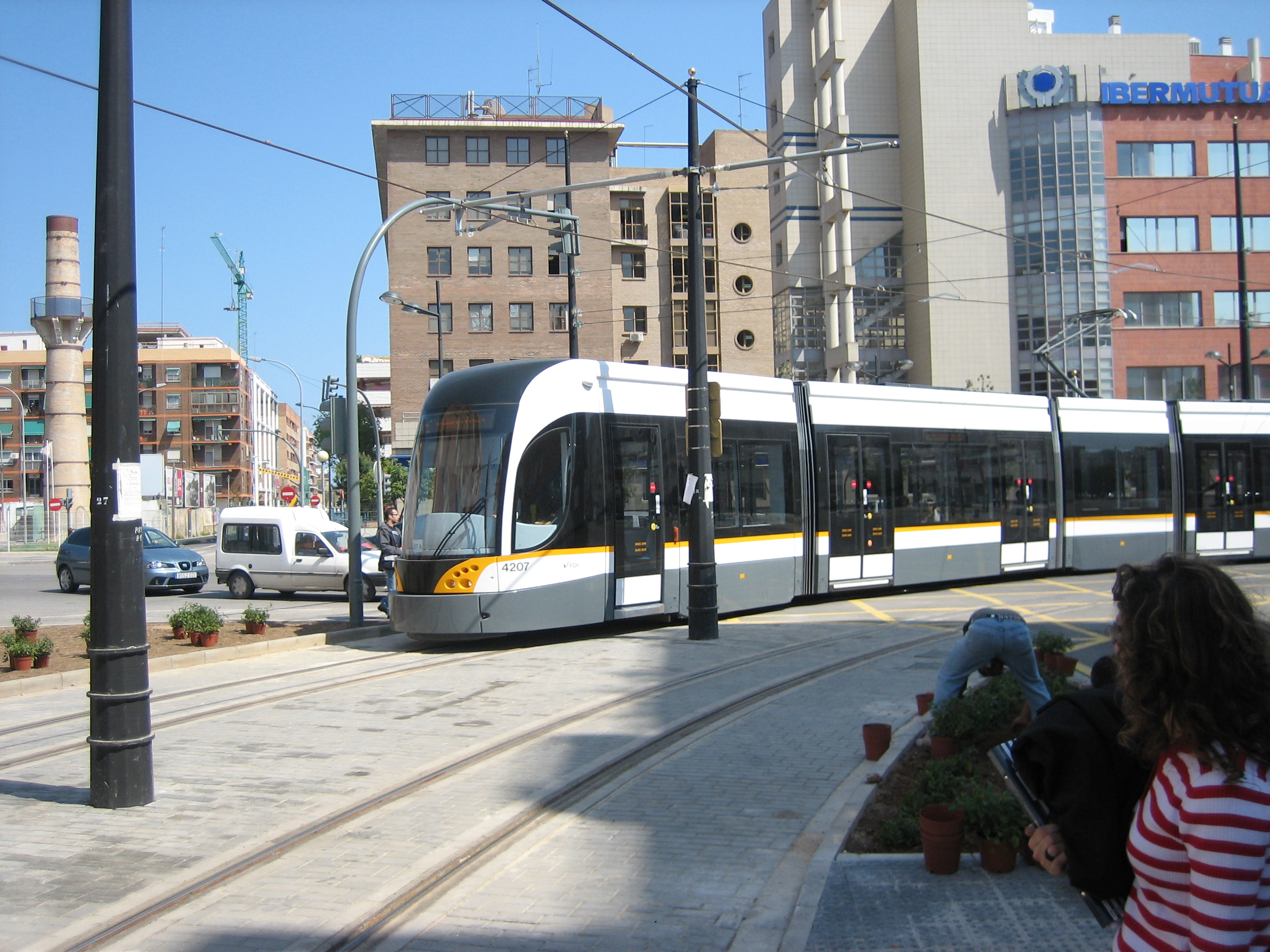
Tramvia entrant a Marítim (línies 5, 6, 7 i 8).
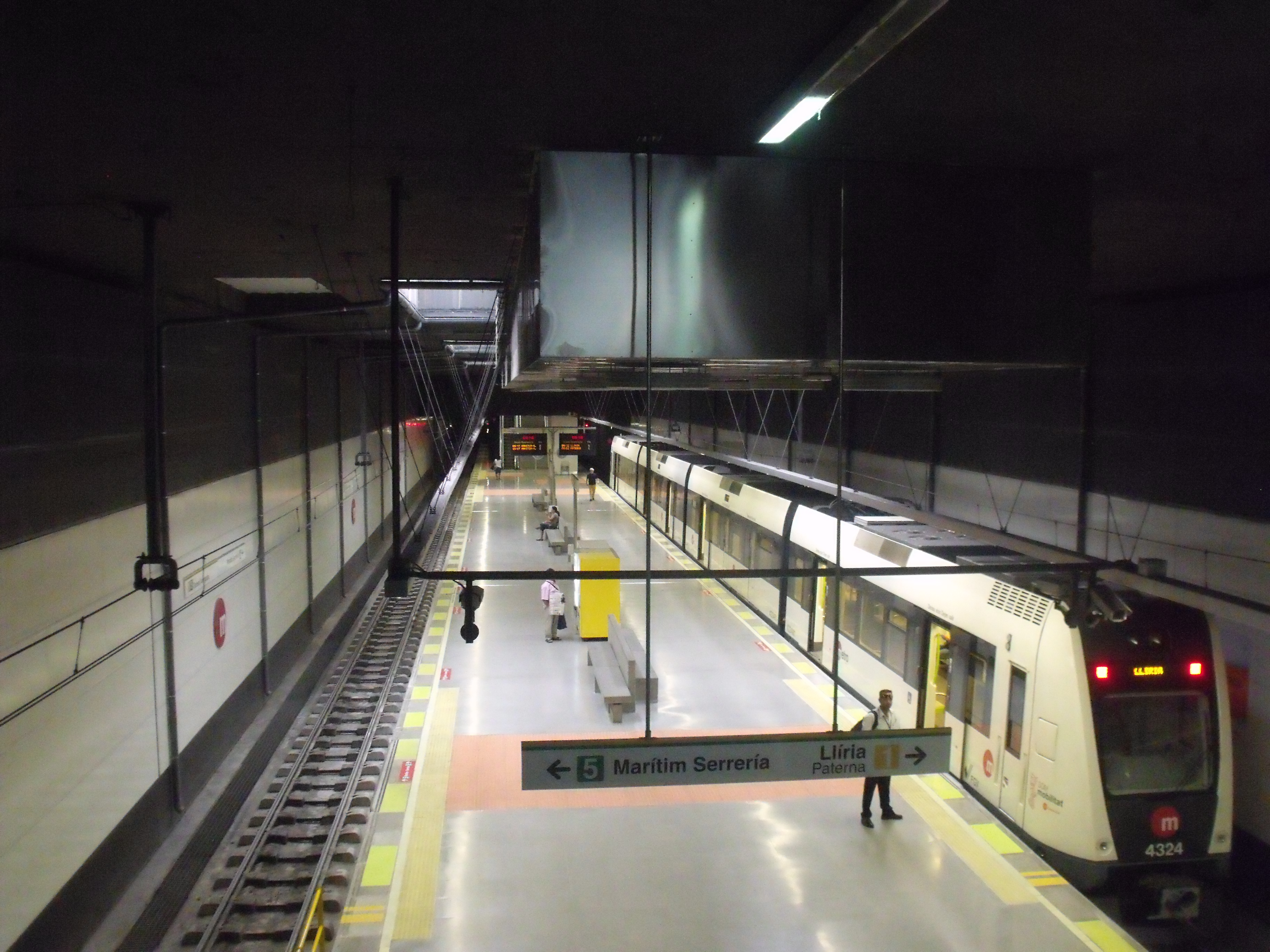
Metro a l'estació de Torrent Avinguda (línies 2 i 7).
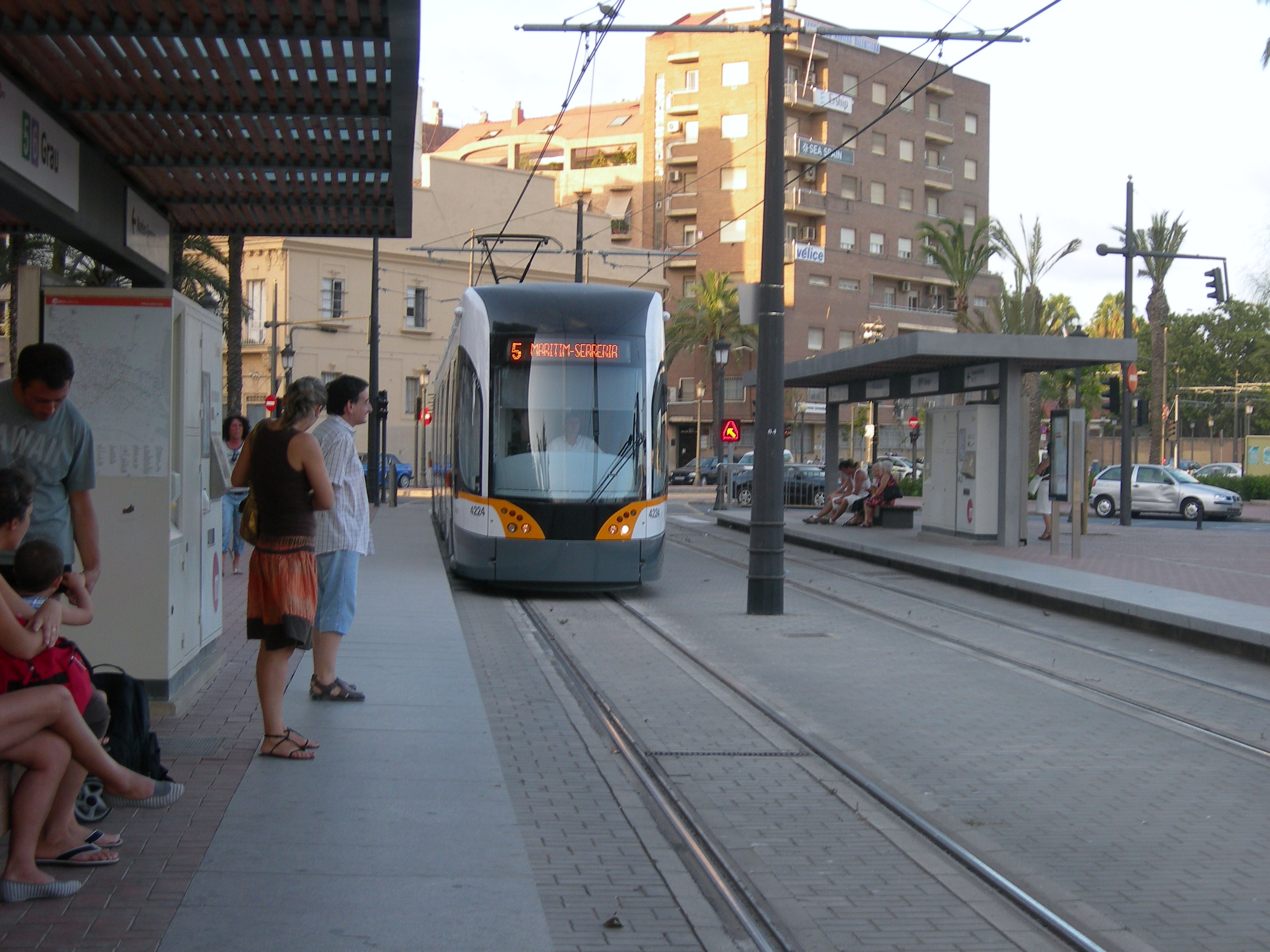
Tramvia a l'estació de Grau-Canyamelar (línies 6 i 8).
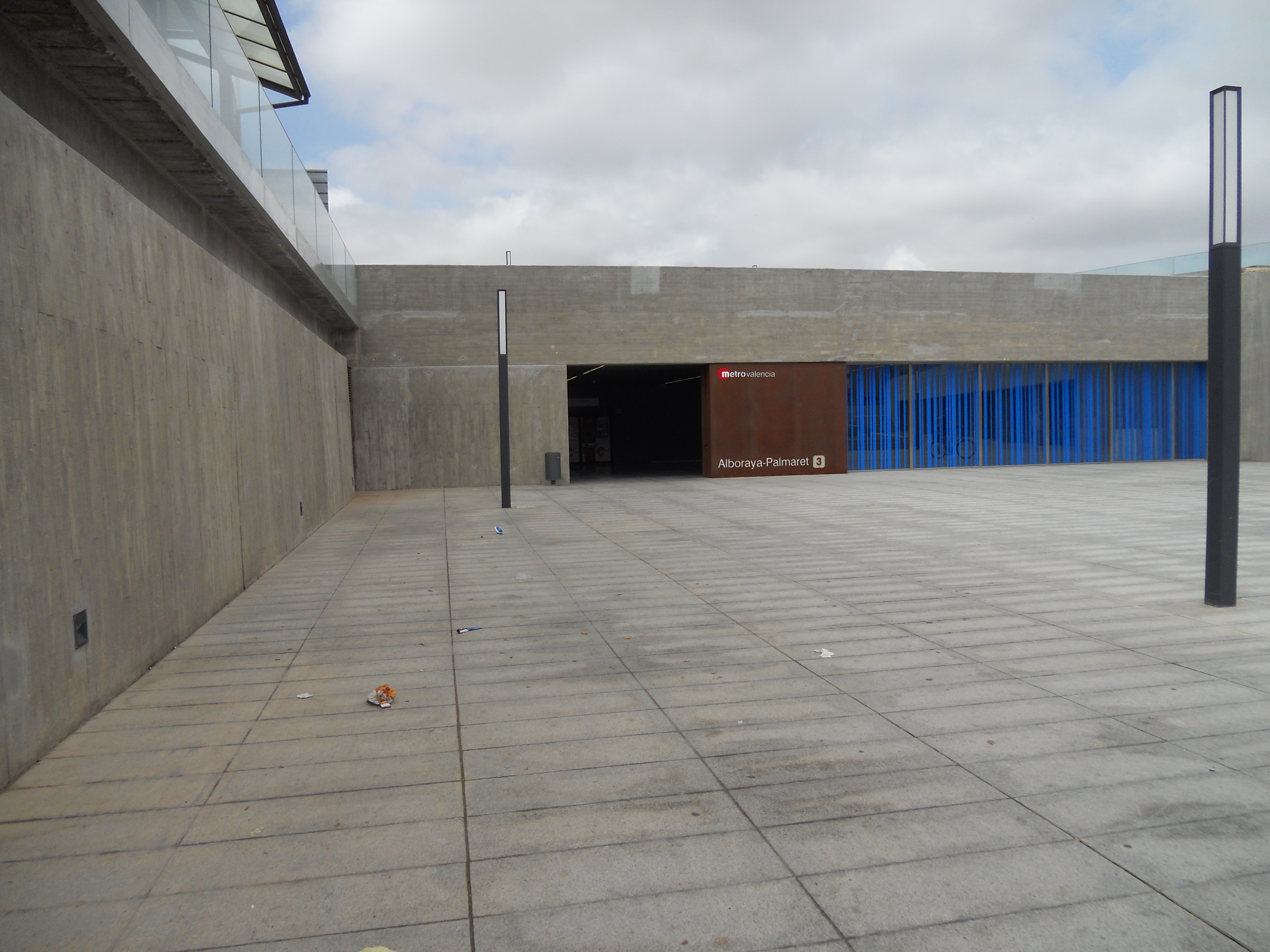
Estació d'Alboraia-Palmaret (línies 3 i 9).
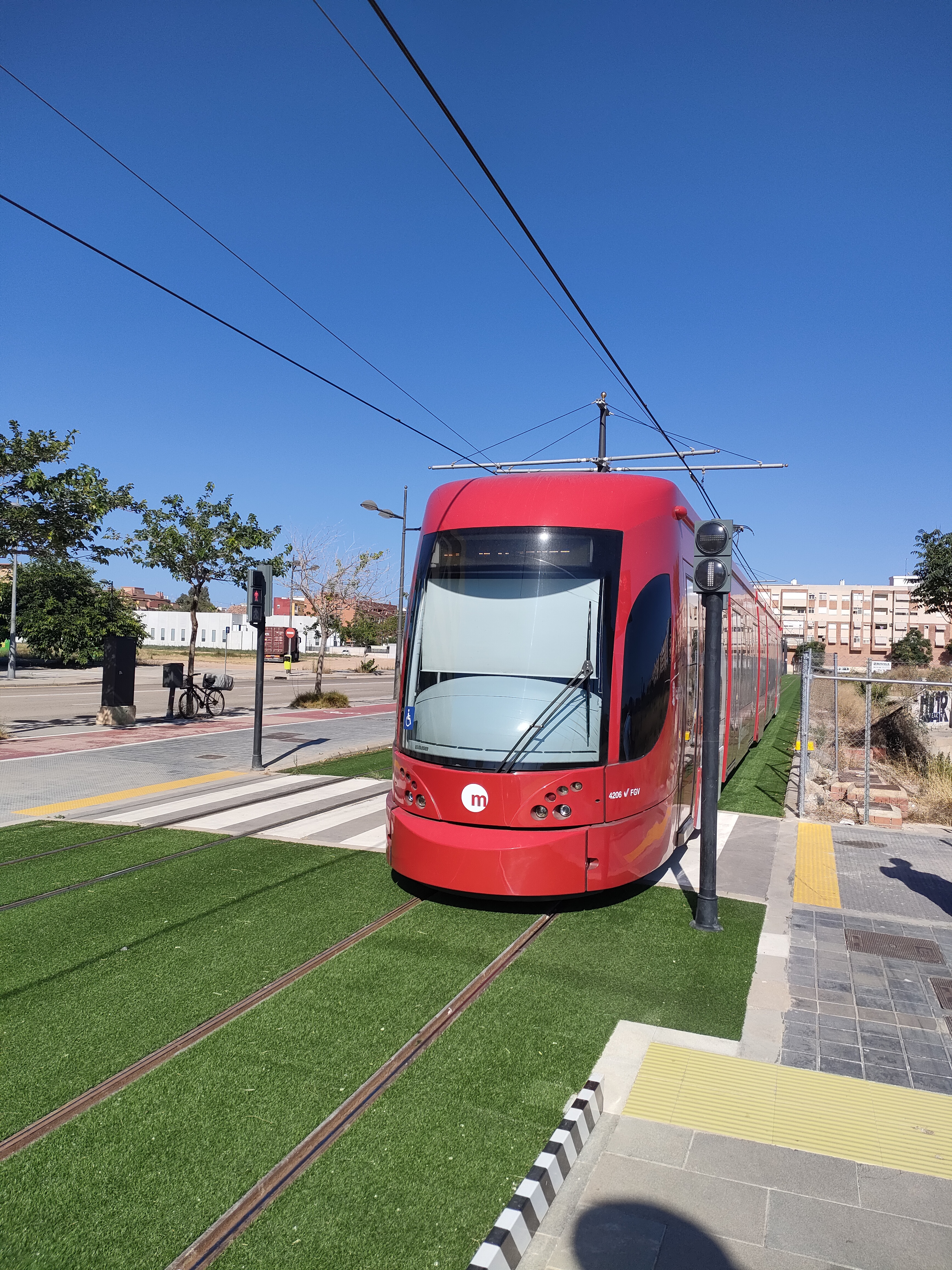
Tramvia de la línia 10 al seu pas per Moreres.